# Boeckosimus krassini
Boeckosimus krassini är en kräftdjursart som beskrevs av Gurjanova 1951. Boeckosimus krassini ingår i släktet Boeckosimus och familjen Lysianassidae. Inga underarter finns listade i Catalogue of Life.